# سیارک ۸۳۵۶
سیارک ۸۳۵۶ (به انگلیسی: 8356 Wadhwa، نامگذاری:1989RO2) هشت هزار و سیصد و پنجاه و ششمین سیارک کشف شده‌است که در ۳ سپتامبر ۱۹۸۹ کشف شد.
قدر مطلق سیارک برابر ۱۲٫۸۰ است.